# Auersbach
Auersbach är en ort i  kommunen Feldbach i Österrike. Den ligger i distriktet Südoststeiermark i förbundslandet Steiermark.
Auersbach var tidigare en självständig kommun, men blev den 1 januari 2015 en del av kommunen Feldbach. Kommunen bestod av två orter (Ortschaften) (inom parentes invånarantal 1 januari 2024):
- Auersbach (361)
- Wetzelsdorf (449)